# Обитатели холмов
«Обита́тели холмо́в» (англ. Watership Down — дословно Уотершипский холм) — роман-сказка британского писателя Ричарда Адамса (англ. Richard Adams) в жанре героического фэнтези о приключениях группы диких кроликов. Роман является переработанным собранием сказок, которые писатель рассказывал своим детям во время поездок по стране, и назван в честь реально существующего холма на севере Хэмпшира, недалеко от места, где вырос Адамс.
В различных переводах на русский язык роман имеет названия: «На Уотершипском холме», «Корабельный холм», «Удивительные приключения кроликов», «Великое путешествие кроликов».
Несмотря на то, что животные в романе описаны в своём естественном окружении, они имеют ярко выраженные антропоморфные черты, а также близкие к человеческим социальные отношения, язык и культуру.
Хотя до своего выпуска в свет издательским домом Rex Collings в 1972 году «Уотершипский холм» был отвергнут тринадцатью издателями, первая же публикация оказалась удачной. Книга получила несколько престижных наград и впоследствии стала одним из самых продаваемых романов издательства Penguin Books. По мотивам произведения были также сняты фильм и сериал.
В 1996 году были изданы «Истории с Уотершипского холма» — собрание из 19 рассказов, в которых действовали герои предыдущей книги.
За «Обитателей холмов» Ричард Адамс был награждён Медалью Карнеги в литературе.

## История создания
«Обитатели холмов» начались с истории, которую Ричард Адамс рассказал своим дочерям, Джульет и Розамунде, во время долгой автомобильной поездки. В последующих интервью Адамс вспоминал, что «начал рассказывать историю о кроликах… импровизируя на ходу, так же, как мы отвлеченно думаем за рулем». В качестве основы повествования писатель взял реальные события, произошедшие с ним в 1944 году во время битвы за Остербек в Голландии. История очень понравилась детям, и они стали просить о продолжении. Адамс решил перенести историю на бумагу и спустя восемь месяцев книга, посвящённая обеим дочерям, была готова.

Джульет и Розамунде, в память о дороге на Стратфорд-на-Эйвоне

На первых порах Адамсу сложно было найти издателя. Ему отказывали в публикации тринадцать раз, пока, наконец, рукопись не была принята небольшим издательским домом Rex Collings
Издатель не располагал достаточным капиталом, чтобы выплатить Адамсу аванс, но «отзывы о его книге появились на каждом столе в Лондоне»
.
В работе Адамс использовал книгу британского натуралиста Рональда Локли «Частная жизнь кролика», изданную в 1964 году. Впоследствии Адамс и Локли стали друзьями и отправились в антарктическую экспедицию, в результате которой был создан вышедший в 1982 году роман «Путешествия через Антарктику».

## На русском языке
Впервые «Обитатели холмов» в переводе на русский появились в 1975 году на страницах ежеквартального британского журнала «Англия», издававшегося с 1962 по 1993 год специально для СССР. Там был представлен отрывок из книги под названием «Уотершип-Даун». Отдельным изданием роман вышел только в 1988 году, будучи значительно сокращённым, под названием «Удивительные приключения кроликов».
В России, по состоянию на июнь 2013 года, книга издавалась четыре раза.

## Сюжет

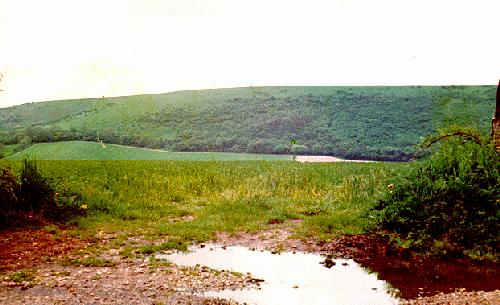
Настоящий Уотершипский холм, недалеко от деревни Хэмпшир в Кингсклере, 1975

Сэндлфордская колония кроликов живёт спокойной размеренной жизнью. Для кролика по имени Орех всё начинается, когда его младший брат Пятик рассказывает своё кошмарное видение: колония гибнет, её обитатели обречены. Встревоженный Орех добивается аудиенции у главы колонии — Треараха (Рябиновое Дерево), но тот не придаёт его словам никакого значения. Не сомневаясь в способностях Пятика предвидеть будущее, Орех уговаривает ещё несколько кроликов, в том числе офицера Ауслы (службы безопасности) по имени Шишак, совершить побег. На пути беглецов оказывается река, но благодаря сообразительности кролика Чернички они успешно переправляются через неё.
Уходя всё дальше, Орех с друзьями набредают на колонию кроликов, обитатели которой ведут себя очень странно. Не интересующиеся, казалось, ничем, кроме стихов и танцев, даже поиском пропитания, но сытые и упитанные, эти кролики не отвечают на вопросы и явно не рады появлению чужаков. Интуиция Пятика помогает раскрыть зловещую тайну: живущий по соседству фермер просто использует колонию в качестве своего подсобного хозяйства. Перебив в округе хищников, он подкармливает кроликов подпорченными или старыми овощами, и время от времени расставляет силки. Хозяева колонии живут в постоянном страхе, периодически кто-то из них бесследно исчезает, но они не в силах отказаться от сытой и безопасной жизни и бежать. Разоблачение едва не стоило жизни Шишаку, попавшему в силок. Не теряя больше времени, кролики Ореха покидают колонию-западню, вместе с ними уходит местный кролик Земляничка.
Прибыв на Уотершипские холмы, кролики решают основать там новую колонию. Исследуя новые места, Орех находит раненую чайку-поморника по имени Кехаар и спасает от гибели. В благодарность за спасение птица сообщает важную информацию: недалеко от Уотершипских холмов есть ещё одна кроличья колония.
Неожиданно на Уотершипских холмах появляются двое бывших соплеменников: Колокольчик и бывший капитан ауслы Падуб. Они приносят страшную новость: Сэндлфордская колония уничтожена, все её обитатели погибли. Расчищая место под строительную площадку, люди убили всех кроликов в норах отравляющим газом, перестреляли оставшихся и разровняли поле трактором. Четверым кроликам удалось спастись, но до Уотершипских холмов живыми дошли только Колокольчик и Падуб.
Орех понимает, что для новой колонии необходимы крольчихи, ведь в его группе только кролики-самцы. Он посылает Падуба и ещё троих кроликов в качестве послов в колонию, про которую рассказал Кехаар, а сам в это время предпринимает попытку увести домашних крольчих с расположенной неподалёку фермы.
Вылазка на ферму едва не заканчивается трагедией. Кроликам Ореха удается уговорить нескольких крольчих идти вместе с ними, но явившиеся на шум люди ранят Ореха выстрелом из дробовика. Истекающий кровью Орех прячется в дренажной трубе. Вернувшиеся на Уотершипский холм кролики считают, что Орех погиб, но сверхъестественное чутье Пятика подсказывает, что его брат жив и срочно нуждается в помощи. Пятик заставляет потерявших надежду кроликов разыскать Ореха и привести его на Уотершипский холм.
В это же время возвращаются послы с неутешительными вестями. Эфрафа (колония, в которую они отправились) не просто кроличье поселение, а настоящее кроличье государство с очень жёстким режимом. Во главе Эфрафы стоит генерал Дурман (Зверобой) — огромный свирепый кролик, «не похожий на кролика, любящий драться, как крыса или собака».
Дурман не только не хочет отдавать крольчих, он не выпускает из городка никого, кто туда попал: в Эфрафе очень жёсткая дисциплина, и за всеми следит Ауслафа. Однако там Падуб знакомится с Хизентли, которая рассказывает ему, что из-за перенаселённости многие крольчихи отказываются заводить семью и мечтают уйти оттуда. Послам удается бежать только потому, что офицер, возглавлявший погоню, попал под поезд.
Орех с Черничкой и Пятиком придумывают план, как выманить крольчих из Эфрафы и уйти от погони. Шишаку поручают выполнить самую опасную часть плана — проникнуть в Эфрафу, договориться с крольчихами и войти в доверие к офицерам Ауслафы. Во время побега на преследователей нападает Кихар, а кролики сбегают на лодке. На обратном пути их все же замечают эфрафцы и незамеченными преследуют до Уотершипского холма. Кролики с крольчихами обустраивают большую нору — «Улей», а одна из домашних крольчих Ромашка уже ждёт крольчат.
Тем временем генерал Дурман разрабатывает план для захвата Уотершипа. В один из дней Падуб с Блэкаваром (также выведенным из Эфрафы Шишаком) замечают чужаков, и кролики начинают готовиться к обороне. У Пятика снова видение — он в бреду рассказывает о бегающем по лесу псе. Орех внезапно понимает, как спасти поселение: он берёт с собой двух самых быстрых сородичей и бежит к ферме, чтобы перегрызть веревку, на которой держат собаку, и привести её к генералу Дурману. Тем временем тот разрывает «Улей» сверху, но в узкой норе ему приходится драться с Шишаком один на один, и впервые в жизни он терпит поражение. Прибежавший пёс довершает дело — больше генерала Дурмана никто никогда не видел, а с эфрафцами в итоге заключают мир, и через какое-то время на середине дороги между двумя поселениями возникает новый городок.

## Факты
- В эпилоге произведения описывается смерть Ореха от старости, но в русский перевод «Удивительных приключений кроликов» оригинальный эпилог не вошёл, вместо него используется последняя глава. Перевод «Обитателей холмов» следует оригиналу.
- Музыкальная группа Fall Of Efrafa исполняет песни, насыщенные словами кроличьего языка.
- Американский музыкант Skrillex назвал свой лейбл OWSLA в честь Ауслы, кроличьей службы безопасности.
- Итальянская группа Trick or Treat выпустила двойной альбом "Rabbits' Hill", основанный на сюжете книги.

## Персонажи
- Орех (Hazel) — глава Уотершипской колонии. Будучи в старой колонии просто умным и неординарным кроликом, на Уотерширском холме становится настоящим Главным кроликом, опытным лидером, стратегом и дипломатом.
- Пятик (Пятый, Хрейр-ру; Fiver/Hrairu) — брат Ореха. Маленький и физически слабый, способен, тем не менее, проявить храбрость и твердость. Обладает даром ясновидения.
- Шишак (Лохмач, Тлайли; Bigwig/Thlayli) — бывший офицер Ауслы, сбежавший вместе с компанией Ореха из старой колонии кроликов. Имя своё получил из-за волос, нависших над глазами наподобие шапки.
- Черничка (Смородина; Blackberry) — «умник» из компании Ореха и Пятика.
- Капитан Падуб (Остролист; Holly) — офицер Ауслы, один из двух (кроме Ореха и его товарищей) выживших кроликов из старой колонии.
- Генерал Дурман (Зверобой; General Woundwort) — староста тоталитарной колонии Эфрафа. Родился подневольным, но увидев смерть своей матери и сам чуть не погибнув, сбежал и поклялся создать безопасную колонию. Отличается огромной силой и боевым духом.
- Кехаар (Кихар; Kehaar) — чайка, спасенная Орехом, очень помогла при побеге из Эфрафы на Уотершипский холм.

## Экранизации
- Опаснейшее путешествие (1978)
- Обитатели холмов (2018)